# صرصور أمريكي
الصرصور الأمريكي أو الصرصر الأمريكي (الاسم العلمي: Periplaneta americana) (بالإنجليزية: American cockroach)‏، المعروف أيضًا باسم حشرة أو بق الماء، أو يتم تعريفه بالخطأ بـ حشرة البلميط (انظر صرصور غابات فلوريدا للتعرف على الاختلافات)، هو أكبر أنواع الصراصير الشائع، وعادة ما يُعتبر آفة. لا تكون أي من أنواع Periplaneta مستوطنة في الأمريكيتين؛ على الرغم من أن الاسم P. americana قد تم إدخاله إلى الولايات المتحدة من أفريقيا في وقت مبكر من عام 1625. وهي الآن شائعة في المناخات الاستوائية بسبب مد النشاط الإنساني لنطاق معيشة هذه الحشرة، وإسهام عملية الشحن البحري الدولي في نقل الحشرات لموانئ العالم، ومن ضمنها جنوب الولايات المتحدة ومنطقة جزر الكناري وجنوب إسبانيا واليونان وتايوان، وكيب تاون وديربان بجنوب إفريقيا.

## الخصائص
الصرصور الأمريكي البالغ ينمو لطول متوسطه حوالي 4 سنتيمتر (1.6 إنش) وحوالي 7 مليمتر (0.28 إنش) ارتفاعًا. ويكون لون هذه الحشرات بنيًا يميل إلى الحمرة ولها هامش أصفر على منطقة الجسد خلف الرأس. والصراصير غير البالغة تشبه البالغة بخلاف افتقارها إلى الأجنحة.
ويمكن للحشرة التحرك بسرعة، غالبًا مندفعة بعيدًا عن مجال الرؤية حين يدخل أحد الغرفة، ويمكن لها أن تنزلق من الفتحات الصغيرة وتحت الأبواب، بغض النظر عن حجمها الكبير نسبيًا. وتعتبر واحدة من أسرع الحشرات الراكضة.
في تجربة تمت في جامعة كاليفورنيا، بركلي عام 1991، سجل (صرصور أمريكي) Periplaneta americana سرعة 5.4 كيلومتر في الساعة (3.4 ميل/س)، أي حوالي 50 جسدًا طوليًا في الثانية، والتي تقارن بإنسان يركض بسرعة 330 كيلومتر في الساعة (210 ميل/س).
وله زوج من الأعين المُركّبة الكبيرة، لكل منها أكثر من 2000 عدسة منفصلة، وهي حشرة ليلية نشطة جدًا متجنبة للضوء.

## المخاطر للإنسان
يمكن للصرصور أن ينقل البكتيريا المسببة للمرض مثل السلمونيلا على أرجلها، ووضعها لاحقًا على الطعام وتسبّب التسمم الغذائي . ويمكن للغبار المنزلي المحتوي على فضلاتٍ وأجزاءٍ من جسد الصرصور أن يُؤدي إلى الحساسية والربو عند بعض الأفراد.

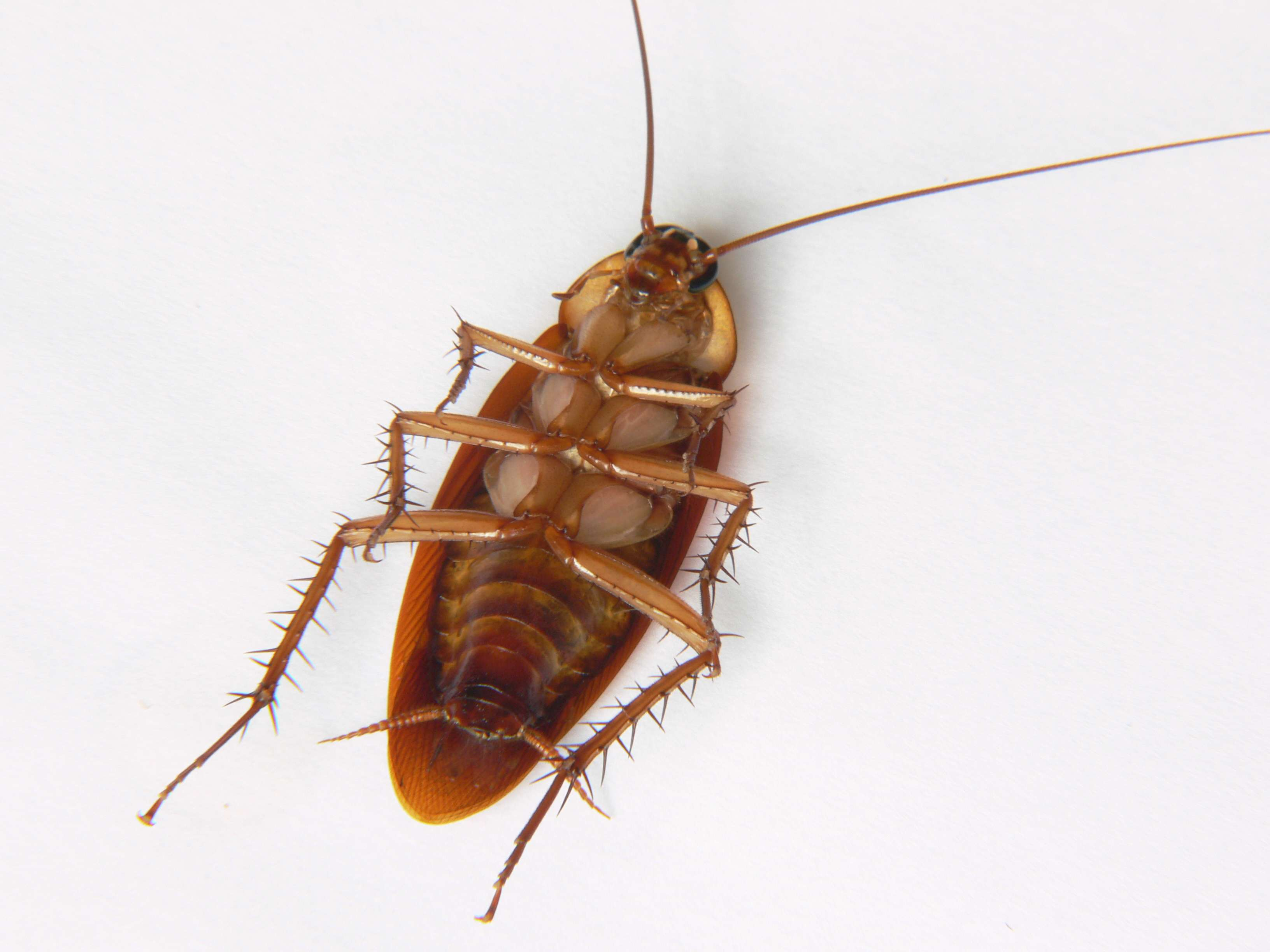
الجانب السفلي لصرصور أمريكي (P. americana)

## الموطن
عادة ما تعيش الصراصير الأمريكية في المناطق الرطبة، ولكن يمكنها النجاة في المناطق الجافة إذا كان لديها إمكانية الوصول إلى المياه. وتفضل درجات الحرارة الدافئة عند حوالي 29 درجة مئوية (84 فهرنهايت) ولا تتحمل درجات الحرارة الباردة. وفي المناطق السكنية، تعيش هذه الصراصير في الأبنية التحتانية وبالوعات الصرف، وقد تنتقل إلى الخارج في الهواء الطلق داخل الأفنية عندما تكون الأجواء الدافئة. هذه الصراصير عادة ما تكون في الأقبية، المساحات التي تسمح بالزحف، الشقوق والفتحات في الشرفات، الأساسات، والممرات المجاورة للمباني.
والصرصور الأمريكي من الحشرات النابشة للفضلات التي تتغذى على المواد العضوية المتحللة ومجموعة متنوعة من الأطعمة الأخرى. ويعشق بشكل خاص الأطعمة المتخمرة.

## دورة الحياة
تنتج الأنثى كيس بيض يسمى مبيضا وهو الذي يبرز من طرف البطن. وبعد حوالي اليومين، توضع أكياس البيض على سطحٍ في مكانٍ آمن. وتكون أكياس البيض حوالي 0.9 سنتيمتر (0.35 إنش) طولاً، وبنية اللون، حقيبية الشكل. تنبثق الصراصير غير البالغة من أكياس البيض بعد حوالي 6 إلى 8 أسابيع، وتحتاج من 6 إلى 12 شهرًا لتبلغ. ويمكن للصراصير البالغة أن تعيش لمدة تصل لسنة، تنتج خلالها الإناث منها ما يصل إلى 150 صرصورًا صغيرًا في المتوسط.

## التحكم
بسبب حجمها الكبير ونموها البطيء، لا يكون هناك وجود كبير لهذه الحشرات داخل البيوت. ومع ذلك، فخلال أوقات معينة من السنة، من الممكن أن تنتقل هذه الصراصير من الخارج إلى داخل المنزل. في الأجواء الباردة قد تنتقل هذه الصراصير للداخل، باحثة عن درجات الحرارة الأعلى والطعام. ومن الممكن أن تدخل الصراصير البيت عن طريق وصلات المجارير، من تحت الأبواب، حول الصرف الصحي، من خلال فتحات التهوية، أو الفتحات الأخرى في الأساسات. ويمكن التحكم في أعداد الصراصير باستخدام المبيدات الحشرية.

## مقارنة بين ثلاثة صراصير شائعة
| الصرصور           | الصرصور الألماني                                             | الصرصور الشرقي                                              | الصرصور الأمريكي                        |
| الحجم             | 12 مـم (0.47 بوصة) إلى 15 مـم (0.59 بوصة)                    | 25 مـم (0.98 بوصة) إلى 30 مـم (1.2 بوصة)                    | 28 مـم (1.1 بوصة) إلى 43 مـم (1.7 بوصة) |
| الموطن            | المباني المدفّأة، الدرجة المثالية 32 درجة مئوية (90 فهرنهايت) | 20 درجة مئوية (68 فهرنهايت) إلى 29 درجة مئوية (84 فهرنهايت) | مثل الألماني                            |
| وقت النمو الحوري  | 6 إلى 12 أسبوعًا                                              | 6 إلى 12 شهرًا                                               | 6 إلى 12 شهرًا                           |
| الامتداد الحياتي  | 6 إلى 9 شهرًا                                                 | 1 إلى 1.5 سنة                                               | 1 إلى 2 سنة                             |
| يقدر على الطيران؟ | لا                                                           | لا                                                          | نعم                                     |

## وصلات خارجية
- An Ohio State University Entomology article on the American cockroach (PDF)
- Gallery of cockroaches
- Order Blattodea, Exploring California Insects
- University of Minnesota Extension - Cockroaches article
- American cockroach egg parasitoid on the جامعة فلوريدا/IFAS Featured Creatures website